# Błotnia (Pommeren)
Błotnia is een plaats in het Poolse district  Gdański, woiwodschap Pommeren. De plaats maakt deel uit van de gemeente Trąbki Wielkie en telt 187 inwoners.